# Albrecht Christopher Schaffalitzky de Muckadell (1720-1797)
 Der er flere personer med dette navn, se Albrecht Christopher Schaffalitzky de Muckadell.
Albrecht Christopher lensgreve Schaffalitzky de Muckadell (5. november 1720 på Arreskov – 26. februar 1797 sammesteds) var en dansk godsejer, bror til Jacob Frederik Schaffalitzky de Muckadell.
Han var søn af Heinrich Bernhard Schaffalitzky de Muckadell og kom efterhånden i besiddelse af en mængde fynske godser, Brobygård (1769), Ølstedgård (1770), Arreskov med Gelskov (1773). Han blev derfor 2. april 1783 optaget i den danske grevestand og oprettede 26. november 1784 Grevskabet Muckadell med hovedsædet Arreskov. 1755 blev han kammerherre, 1768 hvid ridder og 1769 gehejmeråd.
I sin militære karriere blev han 1734 kornet réformé i 1. fynske nationale Rytterregiment, 1736 virkelig kornet og 1739 karakteriseret ritmester, 1746 kaptajnløjtnant i Livgarden til Hest, 1755 oberstløjtnant af kavaleriet, 1759 4. major i Garden, 1760 oberst af kavaleriet, 1761 tersmajor i Garden, 1764 oberstløjtnant i sjællandske Kyradserregiment, 1769 afskediget.
1. gang blev han 1747 gift med Christiane Sophie von der Lühe (27. august 1732 – 23. oktober 1750), 2. gang 27. juli 1767 med Christiane Sophie Ernst (14. oktober 1711 – 15 februar 1771), 3. gang 29. oktober 1773 med Birthe Kirstine Juel Reedtz (28. december 1739 – 20. december 1790).
Han er begravet i Hillerslev Kirke.